# Rachel Thomson
Rachel Clare Thomson es una ingeniera y profesora de Ciencia de materiales británica y vicerrectora de enseñanza en la Universidad de Loughborough. Es conocida por su conocimiento en la medición y predicción del comportamiento de materiales para la generación de energía a alta temperatura, así como en el desarrollo de programas de educación superior e investigación.

## Educación
Thomson estudió la Natural Sciences Tripo en Newnham College, Cambridge, recibiendo su licenciatura en 1989 y su maestría en 1992. Thomson posteriormente completó su doctorado en Ciencias de materiales en 1992, también en la Universidad de Cambridge, sobre la composición del carburo supervisada por Harshad Bhadeshia, y financiada por National Power y el Consejo de Investigación de Ciencia e Ingeniería (SERC por sus siglas en inglés).

## Trayectoria e investigación
Después de que Thomson recibiera su doctorado, continuó trabajando en Cambridge como investigadora postdoctoral en Darwin College, Cambridge, antes de trasladarse a una cátedra en el Departamento de Materiales de la Universidad de Loughborough en 1995. En 2002, fue promovida a una cátedra personal, es decir, catedrática titular, y en 2006, se convirtió en directora de la Escuela de Investigación de Materiales. Su carrera en Loughborough avanzó aún más, ya que en 2011 se convirtió en Jefa de Departamento, en 2015 se convirtió en decana de la Escuela de Ingeniería Aeronáutica, Automotriz, Química y de Materiales, y en 2016, Thomson se convirtió en vicerrectora de enseñanza. Su investigación ha sido financiada por el Consejo de Investigación de Ingeniería y Ciencias Físicas (EPSRC por sus siglas en inglés).

## Premios y honores
- Líder femenino inspirador del año y mujer destacada en ciencia, tecnología, ingeniería y matemáticas (STEM), premio de mujeres de East Midlands (EMWA); 2018.[6]
- Miembro de la Real Academia de Ingeniería (FREng); 2018.[7][8]
- Miembro del Instituto de Materiales, Minerales y Minería; 2009.
- Medalla Rosenhain del Instituto de Materiales, Minerales y Minería; 2005.[9]
- Beca de la Sociedad de Japón para la Promoción de la Ciencia; 2003.
- Medalla EW Mueller a joven científico destacado de la International Field Emission Symposium; 1994.[10]